# Tephrina ossea
Tephrina ossea là một loài bướm đêm trong họ Geometridae.